# Port lotniczy Dhangadhi
Port lotniczy Dhangadhi – port lotniczy położony w Dhangadhi w Nepalu.